# Greater Manchester Open
O Greater Manchester Open foi um torneio masculino de golfe no PGA European Tour, que foi disputado na Inglaterra entre os anos de 1976 e 1981. Decorreu no Wilmslow Golf Club, em Wilmslow, Cheshire, bem ao sul de Manchester. Três dos seis vencedores foram da República da Irlanda, e Mark McNulty, nascido em Zimbabwe-Rodésia, tornou-se cidadão irlandês muitos anos depois.

## Campeões
| Ano                                 | Campeão                             | País                                | Pontuação                           | Margem de vitória                   | Vice-campeão(ões)                   | Primeiro prêmio (£)                 | Ref                                 |
| Cold Shield Greater Manchester Open | Cold Shield Greater Manchester Open | Cold Shield Greater Manchester Open | Cold Shield Greater Manchester Open | Cold Shield Greater Manchester Open | Cold Shield Greater Manchester Open | Cold Shield Greater Manchester Open | Cold Shield Greater Manchester Open |
| ----------------------------------- | ----------------------------------- | ----------------------------------- | ----------------------------------- | ----------------------------------- | ----------------------------------- | ----------------------------------- | ----------------------------------- |
| 1981                                | Bernard Gallacher                   | Escócia                             | 264                                 | 5 tacadas                           | Nick Faldo                          | 7,000                               | [ 1 ]                               |
| 1980                                | Des Smyth                           | Irlanda                             | 273                                 | Playoff                             | Brian Waites                        | 5,830                               | [ 2 ]                               |
| Greater Manchester Open             |                                     |                                     |                                     |                                     |                                     |                                     |                                     |
| 1979                                | Mark McNulty                        | Zimbabwe-Rodésia                    | 267                                 | 5 tacadas                           | Manuel Piñero                       | 5,000                               | [ 3 ]                               |
| 1978                                | Brian Barnes                        | Escócia                             | 275                                 | Playoff                             | Bob Charles Denis Durnian Nick Job  | 4,000                               | [ 4 ]                               |
| 1977                                | Eamonn Darcy                        | Irlanda                             | 269                                 | 8 tacadas                           | Brian Barnes Ken Brown John Morgan  | 4,000                               | [ 5 ]                               |
| 1976                                | John O'Leary                        | Irlanda                             | 276                                 | 4 tacadas                           | John Fourie                         | 2,200                               | [ 6 ]                               |

- Em 1980, Smyth vence o playoff no sexto buraco extra com um birdie de 3 metros.
- Em 1978, Barnes vence o playoff no primeiro buraco extra com um birdie de 3 metros.